# Winter van 1989-1990
De winter van 1989-1990 was in Nederland en België op dat moment de warmste winter ooit gemeten, met in De Bilt een gemiddelde temperatuur van 6,0 °C.  Het koudegetal bleef er echter minder laag dan in het voorgaande jaar, en kwam uiteindelijk op 8,4 uit.  In Ukkel bedroeg de gemiddelde wintertemperatuur 6,1 °C.
De gemiddelde temperatuur over de maand februari bedroeg 7,6 °C, waarmee dit tot december 2015 de warmste wintermaand ooit was. Er werden diverse warmterecords gebroken. Op 24 februari bedroeg de maximumtemperatuur te Oost-Maarland 20,4 °C. Dit was tot 27 februari 2019, toen in Arcen 20,5 °C gemeten werd, de hoogste temperatuur ooit in de winter gemeten in Nederland.

## Storm
Op 25 januari trok een zeer zware storm over grote delen van West-Europa. Hierbij vielen in totaal meer dan 70 doden.
1974-1975 · 1988-1989  · 1989-1990  · 1999-2000 · 2006-2007 · 2013-2014 · 2014-2015 · 2015-2016 · 2019-2020